# Vocabulaire technique et critique de la philosophie
Le Vocabulaire technique et critique de la philosophie, nommé également « Le Lalande » par antonomase, est un dictionnaire de lexicographie philosophique spécialisée, créé lors de séances de la Société française de philosophie animées par André Lalande dont le but était de contribuer à l'unité de la philosophie, devenu un manuel du « bon usage » du langage philosophique pour l'accord des esprits, et fréquenté par des générations d’étudiants et de professeurs.
Couronné par l'Académie française (à une date non retrouvée), l'ouvrage est d'abord publié – en fascicules – dans le Bulletin de la Société française de philosophie, entre juillet 1902 et juillet 1923. On peut compter au moins seize éditions, et 8 rééditions. À sa parution en édition de poche (reliés en un seul volume) dans la collection « Quadrige » des Presses universitaires de France dans les années 1990, il est salué par le philosophe Jacques Follon comme le « plus célèbre des dictionnaires philosophiques en langue française ».

## Présentation de l'ouvrage

### Entrées et collaborateurs
Chaque terme ou locution recensé par le Vocabulaire est présenté avec ses différentes définitions, et parfois des critiques ainsi que des traductions en grec, latin, allemand, anglais et italien. Chaque article ainsi constitué est parfois pourvu d'un radical international selon le système ido, ainsi que de commentaires, précisions et observations en notes de bas de page rendant l'opinion des plus grands philosophes et psychologues de l'époque. En effet, les conférences de la Société française de philosophie ont vu passer la plupart des grands philosophes et scientifiques du xxe siècle : Henri Bergson, Émile Meyerson, Édouard Le Roy, Maurice Blondel, Jules Lachelier, Léon Brunschvicg, Louis Weber, Henri Delacroix, Frédéric Rauh, Raymond Ruyer, Georges Sorel, Pierre Janet, Edmond Goblot, Louis Couturat, Victor Delbos… mais aussi Edmund Husserl, Albert Einstein, Paul Langevin, Henri Poincaré, Jean-Paul Sartre, Michel Foucault, Jacques Lacan, Jacques Derrida, et a compté jusqu'à 350 membres.

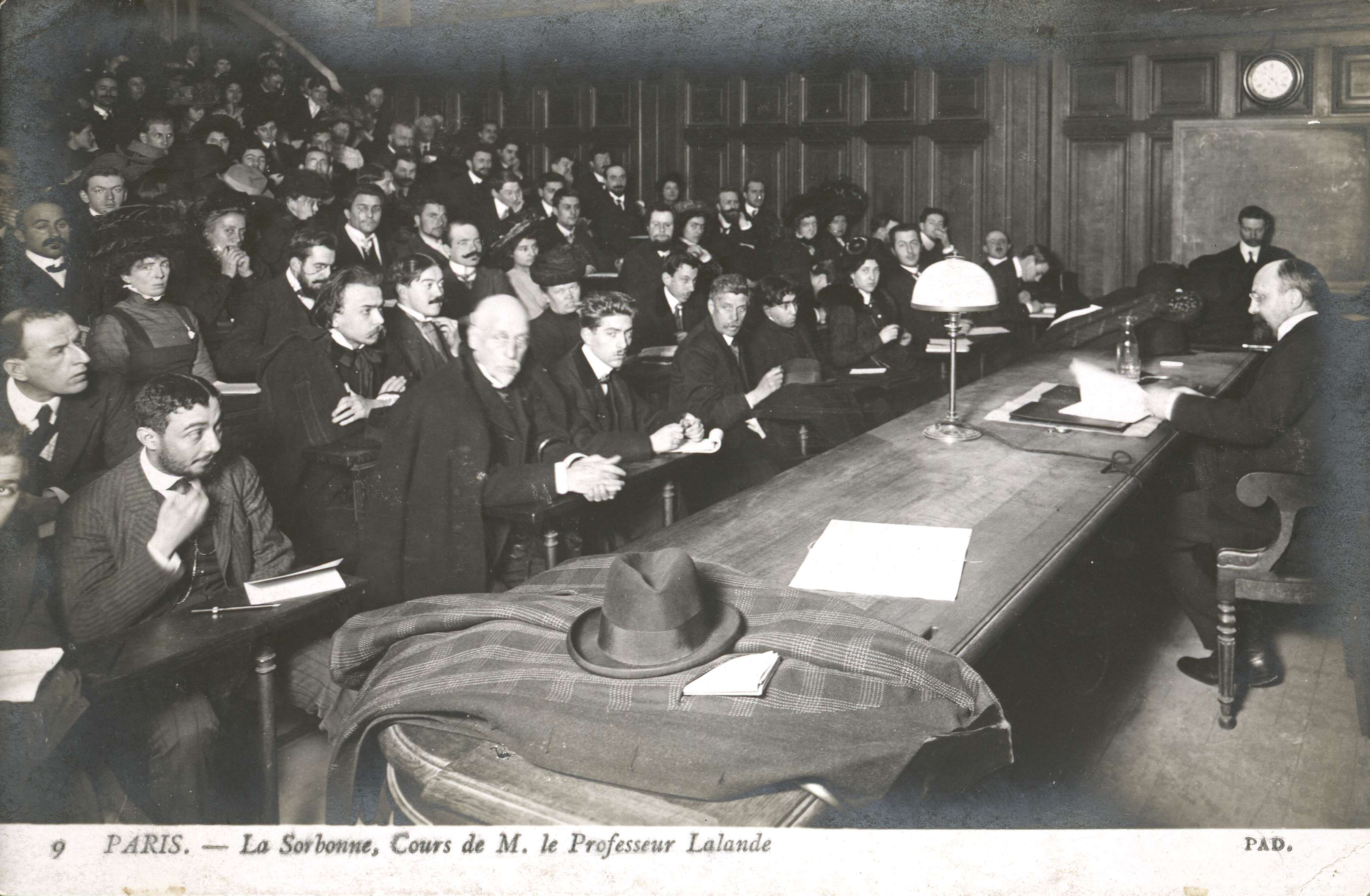
André Lalande dans son cours à la Sorbonne.

Les auteurs collectifs de l'ouvrage sont André Lalande et la Société française de philosophie, mais André Lalande étant l'instigateur et l'animateur des discussions avec les correspondants de la Société française de philosophie, l'ouvrage est familièrement appelée Le Lalande par antonomase.

### Public visé
Appuyé par son expérience d'enseignement en lycée pendant dix ans, Lalande écrit en 1898 au sujet de l'ouvrage encore en projet que « beaucoup de professeurs se feront un honneur d'enseigner suivant ses principes. Les élèves, pour qui l'incohérence et le manque d'accord en philosophie sont aujourd'hui la pierre de scandale et d'achoppement dans leurs études, se jetteront tous avec avidité sur n'importe quelle publication qui leur exposera d'une façon claire et solide un plan d'études objectif ». « Le Vocabulaire est né, pour ainsi dire, d'une expérience pédagogique. M. Lalande s'est demandé si la philosophie, telle qu'on l'enseignait, remplissait bien son rôle, qui est avant tout de former les esprits, de coordonner et d'unifier le savoir, d'être vraiment, entre les différentes sciences, « un organe de communication et de synthèse». […] M. Lalande note très justement que l'enseignement de la philosophie devient véritablement «épuisant» si, à chaque instant, le maître doit recommencer à passer en revue les opinions les plus contradictoires. Ce jeu de massacre des systèmes commence par griser les élèves […]. En d'autres termes les philosophes peuvent s'entendre, au moins sur un certain nombre de points ».
Ce dictionnaire de lexicographie spécialisée entendra ainsi donner à la fois un aperçu de l'unité de sens de termes techniques en philosophie et de la variété des usages historiques ou selon les auteurs. Gaston Fessard le juge « toujours indispensable pour les professionnels de la philosophie ».
Le dictionnaire deviendra effectivement pendant des décennies l'ouvrage de référence qu'il ambitionnait d'être.
Pour le philosophe Robert Maggiori, il a joué le même rôle que le « Gaffiot » pour le latin, le « Bailly » pour le grec ou le « Laplanche et Pontalis » pour la psychanalyse.
Selon le linguiste Dan Savatovsky, le plus important dictionnaire du même type est celui dirigé par James Mark Baldwin (Dictionary of Philosophy and Psychology, 1901–1905 (en)).

## Un travail d'entente entre philosophes

### Une société pour l'écrire
Dans un article de 1898, Lalande défend la nécessité de s’entendre entre philosophes sur le sens des mots, et annonce la formation de ce qui deviendra la Société française de philosophie à qui incombera, selon lui un travail de révision des définitions des termes essentiels à la philosophie.
Pour ne pas être l'œuvre d'un seul homme et pour éviter qu'elle fût l'expression d'un système ou une doctrine d'une école ou d'un groupe, il propose un programme de collaboration à plusieurs échelles pour réaliser ce chantier lexical : « premièrement, la recherche individuelle, en tant qu'elle est animée de cet esprit qui la fait tendre vers des résultats, et rend ces résultats totalisables ; secondement, la collaboration permanente, comme celle des académies, des sociétés de physique ou de biologie ; troisièmement, la collaboration temporaire pour le règlement par congrès aussi larges que possible, internationaux s'il se peut ». Pour unir ces efforts « une société [de philosophie] est nécessaire : elle seule peut avoir l'autorité suffisante, en l'absence d'un ministre philosophe et chef d'école comme on en vit jadis, pour mettre de l'ordre dans ce qui est actuellement un chaos ».
Comme l'indique le titre : Vocabulaire technique et critique de la philosophie. Texte revu par les membres et correspondants de la Société française de philosophie et publié avec leurs corrections et observations, la composition de ce dictionnaire s'est faite conjointement entre membres et correspondants de la Société française de philosophie sous la direction d'André Lalande. Selon le philosophe Daniel Essertier, cette œuvre :

« porte un titre modeste, effacé, qui résume un labeur énorme […]. Œuvre collective, qui, pendant plus d'un quart de siècle, a groupé les efforts des meilleurs philosophes de langue française [en note: et de quelques penseurs étrangers] — œuvre individuelle pourtant, car l'idée en appartient à M. Lalande qui n'a cessé de stimuler et de coordonner les recherches, qui a préparé, ou peu s'en faut, tous les articles, les a corrigés et complétés, enfin leur a donné la forme qu'ils ont actuellement. […] En 1900, il proposait, au Congrès international de philosophie, d'instituer dans les divers pays qui prenaient part au Congrès des groupes d'étude spécialement consacrés à « la critique et la fixation du langage philosophique ». Ce « groupe » naquit en France l'année suivante sous la forme de la Société française de Philosophie, dont M. Xavier Léon avait eu l'idée : « C'est ainsi que le Vocabulaire fut inauguré sous le patronage et avec l'appui matériel et intellectuel de la Société, et parut par fascicules dans son Bulletin, de juillet 1902 à juillet 1923 » [citation de l'Avertissement à la 2e éd.]. »

— Daniel Essertier, « Les idées et les mots. Le Vocabulaire technique et critique de la philosophie de M. André Lalande », La Revue française de Prague, 1929, 8e année, p.72-76 en ligne
À cette Société de philosophie, il fixe les deux objectifs suivants :
- « En premier lieu, réviser le vocabulaire philosophique en en définissant les termes essentiels par une double méthode : l'une historique, ayant pour objet de faire connaître leurs acceptions diverses chez les auteurs qui les ont employés, leurs équivalences entre les grandes langues classiques modernes […] — l'autre, dogmatique, et par conséquent conventionnelle, à faire, ratifier ou modifier ultérieurement par un congrès, et fixant de cette manière l'usage qui doit être fait de ces mots dans l'enseignement, dans la rédaction des ouvrages classiques, et par degrés, s'il se peut, dans toutes les publications philosophiques.

- En second lieu, et parallèlement, car la première œuvre elle-même suppose celle-ci, publier un cours élémentaire de philosophie sur un plan nouveau, caractérisé d'abord par un soin particulier donné à la classification des parties et des subdivisions des sciences philosophiques, suivant la méthode de Wundt que nous avons déjà indiquée […] »[13].

André Lalande précise au début de la conception du dictionnaire : « dans la plupart des cas, les notes que j'ai reçues sont plutôt des compléments ou des rectifications de détail que des objections proprement dites ; nous pourrons ainsi dans beaucoup d'articles, les incorporer directement au travail même. Quand il s'agira d'objections sur lesquelles l'accord ne sera pas entier, ou d'opinions dont nous croirons ne pas devoir prendre la responsabilité, nous les insérerons dans le bulletin, en marge des articles correspondants, avec l'indication du nom de leurs auteurs ». Pour la méthode adoptée pour l'ordre des définitions, Lalande précise : « nous ne voulons pas nous imposer à priori une méthode unique. L'ordre adopté n'est qu'un moyen le but que nous voulons atteindre est de dégager pour chaque mot, dans l'état présent des choses, la ou les significations vraiment vivantes, pleines de sève, qui ont leurs racines dans la vie antérieure du mot, et qui donnent leur force aux emplois actuels qu'on en peut faire » (p. 160). Il précise qu'ils vont partir « de la définition adoptée par les savants, précisément parce qu’elle a ce caractère de communauté que nous cherchons » (p. 90-91). Sur l'indication des racines internationales, M. Bernès souhaite « un travail comme celui-ci doit être objectif » qui soit « un vocabulaire scientifique international ». Il est décidé qu'elles sont toujours isolées du corps de l'article. Il est fait aussi l'indication des mots étrangers équivalents d'usage contemporain. En marge des articles sont placées les différentes observations ou critiques de philosophes français ou étrangers membres et extérieurs à la Société française de philosophie, mais à qui les épreuves ont été communiquées, ainsi que quelques compléments, ajoutés par les rédacteurs eux-mêmes du vocabulaire, et signés de leurs initiales.

### Expression d'une «philosophie sociable»
Lalande s'attachait à prouver la possibilité d’une « une méthode de travail collectif » d’unification du langage contre « l’individualisme » philosophique. Le sociologue Georges Davy note que « le thème majeur en effet de son enseignement et de ses livres [est] ce principe d’assimilation, condition de l’accord des esprits et de cette unité spirituelle où seulement peuvent accéder ceux qui auront maîtrise en eux l'individualité égoïste au profit de la personnalité morale, — ce thème n’était pas, chez lui, simple concept de philosophe, mais croyance vécue d’un apôtre et maxime de vie jamais démentie. [Sa mise en œuvre fut] un projet aussi savant et aussi ample qu'un Vocabulaire ».
Pour l'historien Stephan Soulié : « Cet équilibre entre visée cumulative et respect de l’inspiration individuelle est au fondement de la représentation du progrès philosophique. Pour Lalande, l’un des philosophes sociables du tournant du siècle, ce progrès passait par un travail d’unification du vocabulaire dans le cadre d’une « société philosophique ». » En soumettant les définitions et les articles à la critique d'un grand nombre de collaborateurs, on atténue certaines divergences, on donne à l'œuvre un caractère impersonnel, plus objectif, bien que l'esprit et les tendances du groupe même de ses auteurs puissent appartenir à un courant datée d'une époque. Pour André Lalande, « un dictionnaire philosophique a moins besoin d'une belle unité de doctrine que d'un bon contrôle et d'une large collaboration ». Cependant, ce dictionnaire « n'est pas un recueil de définitions à contours rigides, il est une série de profondes réflexions à propos des principaux problèmes philosophiques. L'effort d'une terminologie philosophique solide devait tendre à réduire la polysémie, sans rien perdre de la richesse de son contenu historique ». Daniel Essertier est de cet avis qu'« au lieu d'une simple juxtaposition de définitions, nous avons presque tous les jalons qui permettent de reconstituer le mouvement des idées sur un problème donné ».
La conception universaliste du dictionnaire se traduit dans le fait relevé par Daniel Essertier que « les risques d'aboutir à cette confusion qui a tant nui au progrès de la philosophie, sont réduits au minimum […] Ainsi la philosophie s'acheminerait vers cet idéal que M. Bergson a cherché parfois à définir : elle serait une œuvre collective. Or le Vocabulaire de M. Lalande est le meilleur instrument que l'on puisse rêver à cet égard. Quel ouvrage peut mieux incliner les esprits à chercher à s'entendre ? […] Il faut l'unité […]. Acceptons-la sous les espèces si modestes […] du Vocabulaire critique et technique de la philosophie. […] Hâtons-nous de constituer, sous ses auspices, cette « société des esprits » dont la formation est au fond son vrai but et qui n'est pas moins nécessaire à la pensée mondiale que la Société des Nations à notre Univers temporel ». Il montre que l'usage vise l'entente sémantique entre les philosophes : « Si deux penseurs ne s'entendent pas, qu'ils commencent par se reporter au Vocabulaire [pour] comprendre que, se servant du même mot, l'un le prenait dans le sens A, l'autre dans le sens B ou C ». Léon Brunschvicg émet ce même avis qu'il est une entreprise lexicographique qui cherche l'universalité d'accords entre philosophes pour la fixation sémantique de leurs notions : « Dans les séances d'examen que la Société a poursuivies pendant plus de vingt ans, avec le concours de penseurs et de savants de différents pays, M. Lalande avait pu mener à bien l'œuvre d'un vocabulaire technique et critique de philosophie où les divers sens des termes dans les principales langues sont analysés et distingués […] discutés dans l'usage de leur compréhension et dans l'abus de leur extension, de façon à prévenir les malentendus entre peuple et peuple, comme entre esprit et esprit ».
Lors de la parution du Vocabulaire en 1928, l'Académie des Sciences morales et politiques félicite deux initiatives de philosophes allant à contre-sens de l'individualisme : « [Les philosophes] passent pour les plus individualistes des hommes, et sans doute, au premier rang parmi eux, les philosophes français. Voici pourtant deux entreprises où notre pays a eu le rôle d'initiateur, et qui démontrent excellemment que le monde philosophique, depuis le début du vingtième siècle, a été au-devant du souhait de la Société des Nations : ce sont les congrès internationaux de philosophie et c'est le Vocabulaire technique et critique de la philosophie ». Il s'agit de contrer le défaut de langage commun pointé par Henri Poincaré : « Les hommes ne s'entendent pas, parce qu'ils ne parlent pas la même langue et qu'il y a des langues qui ne s'apprennent pas », et pour cela, André Lalande a fourni « une œuvre tout à la fois de coopération intellectuelle et d'usage international ». « Lalande aimait à citer ce propos de Leibniz que « si les hommes s'entendaient avec précision pour définir ce dont ils parlent, presque toutes les discussions cesseraient ». Ainsi rêvait-il d’un vocabulaire aux définitions impeccables et aussi, à la suite encore de la caractéristique universelle de Leibniz, d’une langue internationale »,.
C'est sans doute pour ces raison, que ce dictionnaire a été couronné par l'Académie Française (selon la titraille dès la première édition).

### Méthodologie

#### Processus rédactionnel
À la suite de ce programme, la Société française de philosophie est fondée en 1901 sur l’initiative de Xavier Léon et de André Lalande.
Dès 1903, André Lalande expose la méthodologie adoptée pour rendre annotables les entrées lexicales :
« Une première rédaction des articles est d'abord faite, qui doit servir de base à la discussion. Elle est relue, en petit comité, par deux ou trois collaborateurs du premier degré. Une fois que le texte en est ainsi établi, il est imprimé sur une seule colonne et envoyé à tous les membres de la Société de philosophie, en même temps qu'à ceux des correspondants étrangers qui ont eu l'obligeance d'accepter cette collaboration. […] Les brochures provisoires reviennent donc ainsi, annotées, complétées, corrigées, approuvées ou contestées. Le tout est mis en ordre. Sur tous les points où l'accord existe, soit sans modifications, soit après des corrections qui ne soulèvent pas de doutes, le texte devient définitif.
[…] Il reste cependant d'autres points où les opinions sont vraiment opposées. Ceux-là sont alors portés devant la Société de philosophie, et c'est la dernière épreuve. Quand une rédaction qui paraît satisfaisante est enfin atteinte, elle prend place dans le corps de l'ouvrage. S'il y a des dissidences, ou si, parmi les observations des correspondants, il se trouve quelques remarques utiles à conserver, sans les insérer dans le texte même, elles sont imprimées au bas des pages, en forme de commentaire perpétuel, de manière que le fascicule soit aussi exactement que possible le résumé de tout ce qui a été mis en avant sur chaque définition. ».
En 1926, Lalande décrit la méthodologie expérimentée pour le processus d'écriture collective dans l’« Avertissement » à la 2e édition : « Établir en première rédaction le texte de l'ouvrage, par sections d'une cinquantaine de pages en moyenne ; l’imprimer sous la forme d’un cahier d'épreuves : à grandes marges, de manière à permettre de l'annoter facilement ; le communiquer, en cet état, aux membres de la Société et à un certain nombre de correspondants français et étrangers qui s'intéressaient à cette entreprise ; recueillir et comparer leurs critiques, leurs additions, leurs observations ; conserver dans le texte définitif tout ce qui avait été admis sans conteste, ou du moins par la presque unanimité des lecteurs ; soumettre à la Société de philosophie, dans une ou deux séances annuelles, les points les plus litigieux, y provoquer une nouvelle discussion et, dans la mesure du possible, l'expression d'un jugement commun, — enfin collationner le tout, en tirer une rédaction définitive du texte, reproduire, sous forme de notes courantes au bas des pages, les opinions personnelles et divergentes, les réflexions échangées en séance, les remarques complémentaires qui ne trouvaient pas leur place naturelle dans le corps même des articles ; — tel a été, dans ses grandes lignes, l’ordre suivi pour constituer cet ouvrage »,.

En plus de ce travail d'écriture, toutes les fois que des définitions en a pu soulever un doute, les questions ont été mises en discussion dans une ou deux séances annuelles de la Société française de philosophie. Le Vocabulaire technique en porte trace dans toutes ses éditions (cf. « Appendice B : Extrait du compte rendu de la séance du 26 juin 1902 », p. 191-192), ou de manière très développée : en note de l'article « Altruisme » (p. 40-41) se trouve par exemple cette note : 

« Différentes modifications ont été introduites, à la séance du 3 mai 1923, dans la rédaction provisoire de cet article faite en vue de la deuxième édition :

1° Dans le § A, il était dit primitivement : « …celui qui résulte instinctivement de la solidarité des êtres d'une même espèce. » M. Beaulavon a fait observer que ce terme était trop spécial, et impliquait une hypothèse, encore discutée, sur l'origine du sentiment altruiste instinctif.

2° Dans le § B, les mots : « ou à l’individualisme » avaient été ajoutés sur la proposition de MM. Berthod, Gilson et Van Biéma. Auguste Comte, a-t-on fait remarquer, était préoccupé de porter remède à l’individualisme du xviiie siècle. On pourrait presque dire, a ajouté M. Berthod, que son idée d'altruisme s'oppose surtout à la Déclaration des droits de l'homme. On sait d'ailleurs avec quelle insistance il a critiqué cette idée de droit. — Mais il a semblé préférable de ne conserver cette remarque que dans les observations qui l’expliquent.

3° Dans le même paragraphe, quelques lignes d'explication ont été ajoutées, sur la proposition de MM. Gilson et Van Biéma, pour faire comprendre en quel sens l'altruisme peut être opposé à l'utilitarisme : car il n'est pas douteux que Mill est très altruiste dans sa morale pratique, quoique son altruisme soit dérivé, et c’est d'ailleurs ce que visait la rédaction primitive par les mots : « dans une certaine mesure ». Mais il a paru nécessaire d’être plus explicite. (A. L.) »

#### Méthode «nouvelle»
Sur la méthode suivie, Lalande exprime sa nouveauté : « il me semble qu'elle constitue, à côté des formes ordinaires de la collaboration, un nouveau procédé de travail bien adapté à toutes les études qui comportent des éléments d'accord, et des points controversés. Indépendamment des résultats qu'elle nous a permis d'obtenir, elle pourrait être appliquée, me semble-t-il, à bien d'autres recherches, où je crois qu'elle ne se montrerait pas moins efficace ».
Lalande parle d'« une méthode de travail collectif » efficace avec des collaborateurs nombreux et un coordinateur à une époque où cette forme de rédaction par un collectif n'était pas employée dans le monde des sciences :

« Il a été fait suivant une méthode entièrement nouvelle. Chaque fascicule a d'abord été l'objet d'une première rédaction, qui a été imprimée sous la forme d'un cahier à grandes marges, de manière à permettre de l'annoter facilement. En ce premier état, il a été communiqué à une centaine de correspondants français ou étrangers, parmi lesquels une soixantaine se sont intéressés à cette entreprise, et m'ont plus ou moins régulièrement retourné les cahiers d'épreuves, avec les approbations, les critiques, les objections ou les compléments que leur en suggérait la lecture. »

— André Lalande, Séance du 18 juin 1927, Séances et travaux de l'Académie des sciences morales et politiques : compte rendu, 1928, 88e année, p.452 (en ligne)
La richesse de cette œuvre a été, en laissant place aux modifications de ses correspondants, de rendre au public un dictionnaire d'un genre nouveau et dont l'ordonnancement et les noms savants en ont fait le succès : « le plus vif intérêt de ces deux volumes est dans les Observations, signées de leurs auteurs, c'est-à-dire souvent des noms les plus connus de la philosophie française contemporaine, qui ont apporté, à propos d'un grand nombre de termes, des réflexions, des aperçus, des discussions inestimables. Pour ne parler que de ceux qui appartiennent à l'Académie, je citerai nos confrères MM. Bergson, Brunschvicg, Pierre Janet, Le Roy; nos correspondants, MM. Maurice Blondel, Goblot, Meyerson. Mais il est un nom qui prime tous les autres par l'abondance et la valeur des notes dont celui qui le portait a enrichi ce travail c'est celui de notre regretté maitre Jules Lachelier ».
Finalement, « le plus grand inconvénient qu’elle présente est sa lenteur relative, et la quantité quelquefois considérable du travail nécessaire pour aboutir au résidu bon à conserver et à publier » et dont le travail a duré près de 25 ans, méthode qu'il a reprise pour publier le Précis raisonné de morale pratique en 1907.

#### Postérité de la méthode
Cette une méthode de travail en étroite collaboration qui vise à faire une œuvre réellement scientifique, car faite en commun avec consensus vers la plus grande objectivité. C'est dans les mots d'André Lalande un « travail collectif », c'est-à-dire mis en commun.
À Étienne Gilson qui en 1924 propose de reprendre la méthode de Lalande pour constituer en commun un commentaire au Discours de la méthode de Descartes pour la replacer dans son milieu scientifique, ce dernier répond : « Une bonne édition du Discours de la Méthode, accompagné d'un commentaire collectif, y serait très utile. […] On me permettra d'ajouter, au nom d'une expérience déjà longue du travail collectif, qu’il faut, pour aboutir, ne demander à la collaboration que ce qu’elle peut donner. Je veux dire que ce commentaire ne doit être que secondairement le résultat d'un travail en commun : il est nécessaire, à mon sens, qu'il soit d'abord et avant tout l'œuvre d'un homme qui le rédigera comme s'il devait le publier, puis qui le communiquera aux membres de la Société, recueillera les critiques, en tiendra compte avec abnégation, et prendra sur lui une quantité de petits travaux accessoires et de petites décisions de détail nécessaires à l'огgапіsation des matériaux. Il recevra des corrections et des additions précieuses, je n’en doute pas, mais souvent aussi des indications incomplètes ou vagues qui lui donneront des recherches à faire ; quelquefois, peut-être, des renseignements douteux ou des textes cités de mémoire qu'il lui faudra rectifier. Je sais bien que c'est demander la réunion de deux conditions de caractère opposé ; qu'il y ait un premier auteur, qu’il reste le chef d'atelier auquel nous subordonnerons notre propre travail sans esprit de contradiction, et sans souci de nous en faire honneur personnellement ; mais, еп même temps, que ce chef, lui aussi, soit dépourvu d'amour-propre au point d'accueillir avec satisfaction toutes les critiques, quitte à les apporter en séance et à les mettre en discussion si elles ne lui paraissent pas convaincantes. Peut-être, cependant, est-ce plus facile en matière historique que sur des questions dogmatiques. Je crois que M. Gilson consentirait à accepter cette autorité et à pratiquer ce détachement critique à l'égard des résultats de son travail. Et je ne doute pas que, sous son commandement, s’il veut bien prendre la barre, l'entreprise n'arrive à bonne fin » (p. 139)
Étienne Gilson fait la proposition explicite d'une reprise de cette méthode : « Au début de la dernière séance consacrée par la Société française de Philosophie au Vocabulaire philosophique, M. Lalande exprimait le vœu que cet exemple d'un travail collectif, poursuivi en collaboration par les membres de la Société, пе fût pas oublié. Ses paroles évoquaient à ma mémoire le souvenir de paroles analogues, qu'il adressait déjà en 1906 à ses étudiants de la Faculté des Lettres touchant la nécessité de plus en plus urgente d’une application des méthodes de travail en commun aux problèmes de la philosophie et d'histoire de la philosophie. […] Il me semble, en effet, qu'après la constitution du Vocabulaire philosophique, il n'est peut-être pas de travail qui soit plus digne de retenir l'attention de notre Société et que, s'il est un travail qui doive être poursuivi en commun [=écrire le commentaire du Discours de la méthode de Descartes], c’est bien celui-là. […] C'est pourquoi, considérant à la fois l'urgence d'un tel travail et l'extrême danger qu'il y aurait à le poursuivre seul, je vous demande aujourd’hui d'examiner ensemble dans quel esprit et à quelles conditions nous pourrions le réaliser en commun.
1° Pour la méthode à suivre, l'expérience du Vocabulaire philosophique me paraît de nature à clore toute hésitation. Il faut un rédacteur unique et soumettant à votre appréciation un texte entièrement composé par lui. Се texte peut être ensuite modifié selon vos critiques (correction ou remaniement des articles) et enrichi, le cas échéant, de notes additives signées de leurs auteurs. Vous aurez d’abord à dire, au cas où vous jugeriez que се commentaire doit être entrepris, si, comme je le pense pour ma part, la méthode employée pour la composition du Vocabulaire devrait ou non être suivie dans ce nouveau travail. » (p. 135-137)

### Composition de l'équipe éditoriale

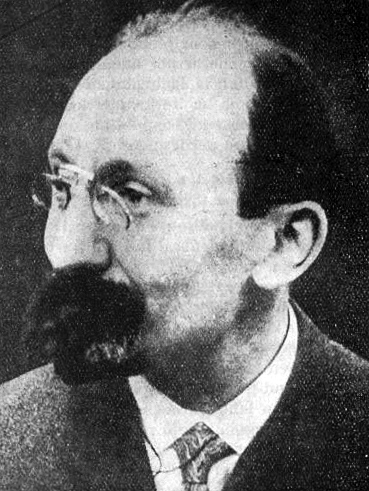
Louis Couturat a contribué à la rédaction des cahiers d'épreuves. Il est aussi l'auteur d'une dizaine d'articles de logique pour la lettre F, et deux pour la lettre G.

André Lalande a rédigé l’essentiel des articles, mais il a été aidé par un ensemble de collaborateurs prestigieux. Cette publication, d'abord échelonnée sur 21 ans (1902-1923), a nécessité un principal instigateur de l’œuvre et qui dirige les opérations éditoriales : André Lalande. Il choisit les thèmes abordés, les personnes y participant, et leur donne des directives précises puis regroupe leurs travaux en un tout harmonisé avant de la publier.
Une équipe s'était constituée autour du maître d’œuvre André Lalande et également de Xavier Léon, administrateur de la Société française de philosophie,.
André Lalande dit de Louis Couturat qu'il « contribua personnellement à la rédaction des cahiers d'épreuves » : « Au début de ce travail, il fut un de ceux qui s’y intéressèrent le plus, et pour les six premières lettres, il contribua personnellement à la rédaction des cahiers d'épreuves. À partir de 1906, le grand travail qu'il consacrait à la Langue internationale l'amena à restreindre la part qu'il prenait à la préparation de l'ouvrage; et à partir de 1908, il fut obligé d'y renoncer entièrement. Mais il n'a pas cessé, jusqu'à sa mort, d'en lire les épreuves avec soin et de choisir lui-même les Radicaux internationaux destinés à faciliter l'établissement, en philosophie, d'une langue auxiliaire précise ».
La 2e édition donne des précisions sur certains auteurs en Avertissement, ces précisions d'auteurs sont à penser dans leur rédaction en lien avec André Lalande, maître d'œuvre :
Des philosophes ont fortement contribué, tels Maurice Blondel : « ses nombreuses interventions à la Société française de philosophie sont souvent très remarquables et il a joué un rôle non négligeable dans la composition du Vocabulaire technique et critique de la philosophie », et Jules Lachelier. Des penseurs étrangers ont également contribué : Eucken, Husserl, Ranzoli, Russell, Webb (en), Tönnies, Iwanowsky, de Laguna (en), etc.
Pour la 5e édition, l'Avertissement précise que « tous les articles nouveaux et les additions aux articles anciens ont été révisés par E. Bréhier et D. Parodi », et jusqu'à la p. 900 : Charles Serrus. « D'autres membres correspondants de la Société, trop nombreux pour être énumérés ici, ont contribué à la rédaction de tel ou tel de ces articles. » Leur nom est indiqué aux Observations correspondantes au bas des articles.
Pour la 7e édition, « le souci de maintenir la composition de l'édition antérieure a entraîné le renvoi au supplément (p. 1231-1248) des corrections les plus longues. Les nouveaux articles sont relatifs à la philosophie existentialiste (Facticité, historicité, Je et tu, ontique…) et à la philosophie des sciences », selon Edmond Barbotin.
La préface de la 8e édition note que le travail de révision n'a pas pu être effectué par André Lalande seul, « en raison de son âge et du mauvais état de sa vue » : René Poirier et Roger Martin l'y ont grandement aidé.
Dans son avant-propos à la 10e édition (en 1968), René Poirier remercie Roger Martin et Jean Largeault pour leurs améliorations.
Jacques Follon note que « la 16e édition ne diffère de la 10e édition que par l'adjonction, dans le supplément, de deux articles de logique formelle (« Complet » et « Consistant ») dus à la plume de René Poirier, ainsi que d'une notice complémentaire sur «Psychologie», rédigée par Mme P. Carrive. ».

Des auteurs du Vocabulaire et quelques contributeurs
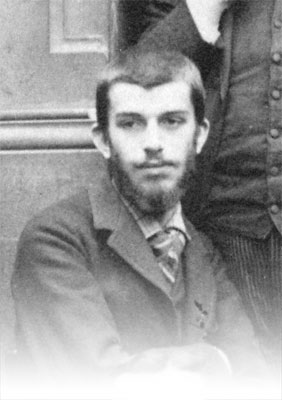
Élie Halévy, article : Économie politique.
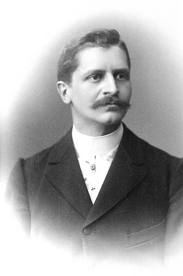
Jules Lachelier, notes de travail et articles jusqu'à Spiritualisme.
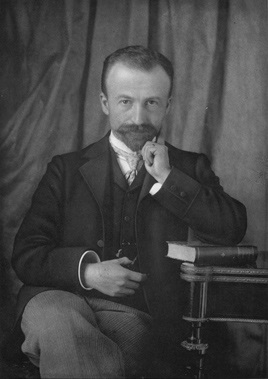
Maurice Blondel, contributeur.
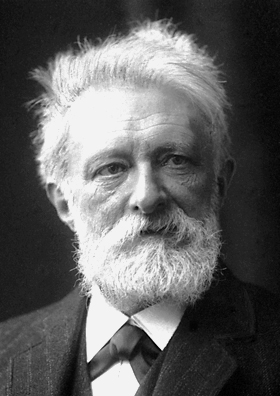
Rudolf Christoph Eucken, contributeur.
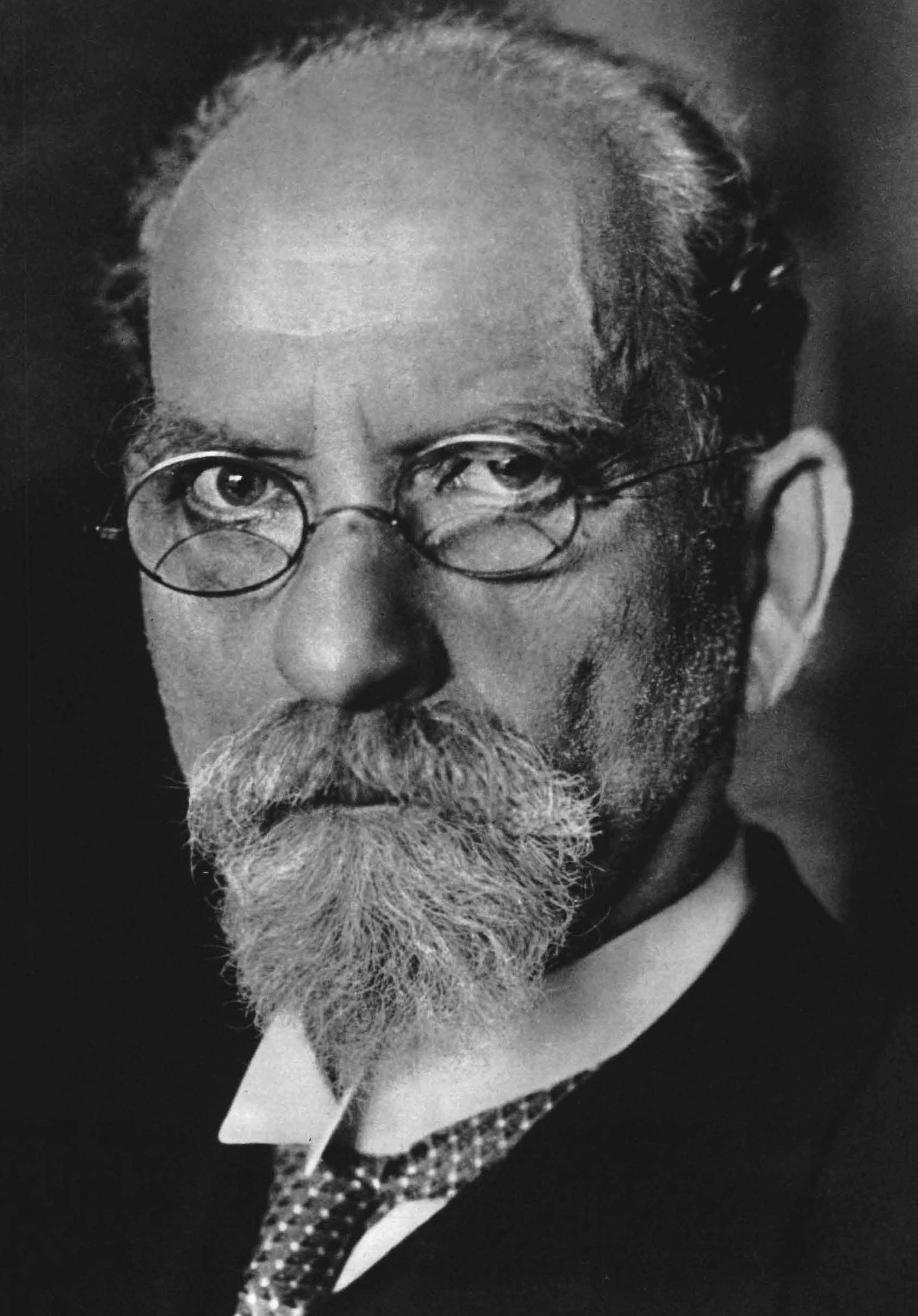
Edmund Husserl, contributeur.

## Éditions

### Pertinence
Sylvain Auroux, chercheur au Laboratoire d'histoire des théories linguistiques et directeur de Les Notions philosophiques. Dictionnaire (en 1990), souligne combien « cette méthode de travail illustre l'effort de clarification et de normalisation du vocabulaire philosophique ».
Dans l'avant-propos de la 10e édition, René Poirier écrit qu'il faudrait « sans doute envisager quelque jour une refonte plus complète » (p.v) que de nouvelles éditions comportant seulement des rectifications et des suppléments.
Bien qu’elles aient été largement revues, corrigées et complétées, « elles peuvent présenter au regard d’un lecteur contemporain quelques inévitables lacunes. Elles n’en demeurent pas moins d’une utilité et d’une pertinence tout à fait fondamentales », selon l'Académie des sciences, arts et belles-lettres de Dijon.
Selon le philosophe Jacques Follon, « l’Encyclopédie philosophique universelle […] se présenterait précisément comme cette refonte du Lalande. Or on sait qu'il n'en a rien été. En effet, le premier tome de cette encyclopédie, intitulé L'univers philosophique, n'est finalement rien d'autre qu'un recueil d'essais consacrés aux problématiques de la philosophie actuelle et signés par la plupart des grands noms de la république des lettres philosophiques françaises, et l'on admettra qu'un tel recueil n'a pas grand chose à voir avec un vrai dictionnaire. Quant au tome suivant, intitulé Les notions philosophiques, il a, lui, effectivement l'apparence d'un dictionnaire, mais quand on y regarde de plus près, on s'aperçoit vite qu'il s'agit, non pas d'un ensemble de mots suivis de définitions (ce qui constitue proprement un dictionnaire), mais plutôt d'une suite de réflexions et de discussions portant (souvent selon un fil conducteur historique) sur les termes de la langue philosophique rangés par ordre alphabétique […]. On ne saurait donner à pareil ouvrage l'appellation de « dictionnaire », du moins au sens strict du terme. Bref, le Lalande n'a donc pas encore été remplacé, et partant il demeure irremplaçable. ».

### Éditions successives
Les séances de corrections des épreuves des fascicules ont débuté à la séance du 29 mai 1902 par des mots commençant par A, jusqu'en 1922 pour les mots en U et Z, soit 21 fascicules. La séance inaugurale précédant celles-ci est celle du 23 mai 1901 : « Propositions concernant l'emploi de certains termes philosophiques », sujet proposé à la discussion par André Lalande. Ce sont les mots de vocabulaire de la morale qui sont choisis pour commencer les discussions. Une dernière séance le З mai 1923 est convoquée à donner une 2nde édition des mots de la lettre A : « Avant de réunir en un volume les vingt et un fascicules qui forment le Vocabulaire philosophique […], il nous a semblé utile de remettre sous les yeux de MM. les Membres de la Société le texte de la lettre A, qui n'avait pas été soumis à une révision aussi complète que les autres, et qui n’avait pas été imprimé dans la même forme ».
De la deuxième édition à l'édition de 1999, la tomaison s'est répartie en 2 volumes, avec parfois un 3e volume de supplément. À partir de l'édition de 2002, l'œuvre est publiée en un volume unique, « rendue plus accessible par son format de poche et son prix modique ».
Les premières éditions sont publiées aux éditions Alcan, puis passent aux Presses universitaires de France pour la 5e édition. Enfin, la collection « Quadrige » aux Presses universitaires de France réédite en fac-similé le dictionnaire : le philosophe Jacques Follon montre que l'édition de 1991 dans la collection « Quadrige » « n'est que la réimpression de la 16e édition de 1988 » avec l'ajout de 3 articles : « Complet », « Consistant », « Psychologie ».
Les éditions faites dans la collection « Quadrige » reproduisent en fac-similé la 16e édition, et reproduisent les avant-propos à la 1re, 2e, 5e, 8e, et 10e éditions.

#### Textes de référence
- André Lalande, Vocabulaire technique et critique de la philosophie, Paris, PUF, Collection « Dictionnaires Quadrige », 2010,  (ISBN 978-2-13-058582-4) Présentation chez l'éditeur : [lire en ligne]

- André Lalande, « Le langage philosophique et l'unité de la philosophie », Revue de métaphysique et de morale, vol. 6,‎ 1898, p. 566-588 (lire en ligne)
- André Lalande, « Sur la critique et la fixation du langage philosophique », dans Bibliothèque du Congrès international de philosophie, t. 1, Paris, Armand Colin, 1900 (lire en ligne), p. 257-280
- Congrès international de Philosophie - Séance générale : Philosophie générale et métaphysique (1900)
- André Lalande, « Les récents dictionnaires de philosophie », Revue philosophique de la France et de l'étranger, vol. 28, no LVI,‎ 1903, p. 628-648 (lire en ligne).
- André Lalande, « État des travaux du « Vocabulaire philosophique » », Revue de métaphysique et de morale, vol. 16, no 6,‎ 1908, p. 795-799 (lire en ligne).

- Bulletin de la Société française de philosophie, 1902, 1914, 1923, 1924.

#### Études et commentaires
- Jacques Follon, « André Lalande, Vocabulaire technique et critique de la philosophie », dans Revue philosophique de Louvain, Quatrième série, t. 91, no 91, 1993. p. 512-513. [lire en ligne]
- René Poirier, Avant-propos à la Xe édition du Vocabulaire technique et critique de la philosophie d'André Lalande, vol. I, Paris, Quadrige / PUF, 1993, p. V-VIII  (ISBN 2 13 044513 6)
- Dan Savatovsky, « Le Vocabulaire philosophique de Lalande (1902-1923) : lexicographie spécialisée ou prototerminographie ? », Langages, 2007/4 (no 168), p. 39-52. DOI : 10.3917/lang.168.0039. [lire en ligne]
- [PDF] Marcel Côté et Gilles Paradis, « Les dictionnaires généraux de philosophie en langue française », Philosophiques, vol. 23, no 2, automne 1996, p. 341–358.
- Stephan Soulié, Les philosophes en République. L’aventure intellectuelle de la Revue de métaphysique et de morale et de la Société française de philosophie (1891-1914), Rennes, Presses universitaires de Rennes, 2009.